# Gaurama
Gaurama är en kommun i Brasilien.   Den ligger i delstaten Rio Grande do Sul, i den södra delen av landet, 1 400 km söder om huvudstaden Brasília. Antalet invånare är 5 862.
I omgivningarna runt Gaurama växer huvudsakligen savannskog. Runt Gaurama är det ganska glesbefolkat, med 36 invånare per kvadratkilometer.